# Djrashen
Djrashen (in armeno Ջրաշեն?) è un comune di 3 343 abitanti (2008) della Provincia di Lori in Armenia.